# أليساندرو كريتشينزي
أليساندرو كريتشينزي (بالإيطالية: Alessandro Crescenzi) (25 سبتمبر 1991 في إيطاليا - ) هو لاعب كرة قدم إيطالي في مركز الدفاع. شارك مع منتخب إيطاليا تحت 18 سنة لكرة القدم ومنتخب إيطاليا تحت 19 سنة لكرة القدم ومنتخب إيطاليا تحت 20 سنة لكرة القدم ومنتخب إيطاليا تحت 21 سنة لكرة القدم. أما مع النوادي، فقد لعب مع نادي أجاكسيو ونادي باري ونادي بيروجيا ونادي بيسكارا ونادي روما ونادي كروتوني ونادي نوفارا وهيلاس فيرونا ونادي غروسيتو.

## وصلات خارجية
- أليساندرو كريتشينزي على موقع إي إس بي إن إف سي (الإنجليزية)
- أليساندرو كريتشينزي على موقع قاعدة بيانات كرة القدم.إي يو (الإنجليزية)
- أليساندرو كريتشينزي على موقع Soccerbase.com (لاعب) (الإنجليزية)
- أليساندرو كريتشينزي على موقع Soccerway.com (الإنجليزية)
- أليساندرو كريتشينزي على موقع عالم كرة القدم.نت (الإنجليزية)
- أليساندرو كريتشينزي على موقع AS.com (الإسبانية)